# Na českém mlýně
Na českém mlýně je opera o jednom jednání českého varhaníka a hudebního skladatele Josefa Omáčky na libreto českého spisovatele a dramatika Quido Marii Vyskočila. Byla napsána roku 1909 a premiéru měla 15. května 1909 v Rakovníku v podání místního Pěvecko-hudebního spolku, jehož byl Omáčka ředitelem a sbormistrem v letech 1890–1911 a znovu v letech 1918–1928. Dirigoval ji skladatel, režii měl Antonín Lhota. Opera (v noticce časopisu Dalibor nazývána jen „komická scéna“) Na českém mlýně byla tehdy nastudována společně s operní aktovkou Viléma Blodka V studni. Omáčkova hudba byla silně ovlivněna hudbou lidovou a byla velmi srdečně přijata. Při příležitosti premiéry členové Pěvecko-hudebního spolku předali Josefu Omáčkovi diplom čestného člena spolku.
Rakovnický pěvecko-hudební spolek se k opeře Na českém mlýně vracel: Omáčka ji například znovu nastudoval roku 1920 (opět ve spojení s V studni). Omáčkovu jedinou operu uvedla i některé další amatérské spolky vyšší úrovně, například ještě koncem 40. let 20. století chebský Pěvecký a hudební spolek Hraničář.

## Osoby a první obsazení
- Pan otec – inž. Klatovský
- Panímáma – pí. P. Jandačová
- Lidunka – pí. L. Šmídová
- Jeník – p. J. Reinstein
- Pan Franc – p. H. Nachtigall
- Stárek – p. M. Havel
- Prášek – p. Al. Bretšneider
- Dva krajánci – p. J. Majer, p. F. Havel
- Důchodní – p. O. Vyskočil
- Poklasný – p. J. Jerie[2]